# Calmuci
Calmucii (Calmucă: Хальмгуд, Xaľmgud, mongolă: Халимаг, Halimag) sunt oirații din Rusia, ai căror strămoși au migrat din Dzungaria în 1607. Ei au creat Hanatul Calmuc în 1630-1771 în teritoriul Caucazului de Nord din Rusia de astăzi. În prezent, aceștia altcătuiesc o majoritate în Republica Kalmâkia situată în Stepa Calmucă, pe malul vestic al Mării Caspice.
Aceștia alcătuiesc unicul popor cu religia tradițională Budistă a căror patrie este situată în Europa.
Datorită emigrării recente, mici comunități calmuce se pot găsi în Statele Unite ale Americii, Franța, Germania și Republica Cehă.

## Figuri politice
- Vladimir Lenin (1/4 Calmuc) [2]
- Ilia Ulianov (1/2 Calmuc) [3]
- Oka Gorodovikov
- Lavr Kornilov[4]

### Hani aHanatului Calmâc
- Kho Orluk
- Shukhur Daichin — 1654-1661
- Puntsug (Monchak) — 1661-1669
- Ayuka Han — 1669-1724
- Tseren Donduk Han — 1724-1735
- Donduk Ombo Han — 1735-1741
- Donduk Dashi Han — 1741-1761
- Ubashi Han — 1761-1771

### Sportivi
- Batu Khasikov
- Mingiyan Semenov
- Youri Djorkaeff (1/4 Calmuc)